# Висмонт, Франтишек Иванович
Висмо́нт Франтишек Иванович (бел. Францішак Іванавіч Вісмонт; род. 12 июня 1950, Лида, Гродненская область) — белорусский учёный в области физиологии и патологии, доктор медицинских наук (с 1990), профессор (с 1997), заведующий кафедрой патологической физиологии Белорусского государственного медицинского университета (с 1996), член-корреспондент Национальной академии наук Беларуси (с 2004), заслуженный деятель науки Республики Беларусь (2021).

## Биография
Родился 12 июня 1950 года в г. Лида Гродненской области. После окончания школы, в 1967 г. поступил в Минский государственный медицинский институт (МГМИ), который окончил с отличием в 1973 году. Став молодым врачом, Франтишек Иванович год работал врачом-хирургом Лидской центральной районной больницы, а с 1974 по 1976 гг. проходил службу в Вооруженных Силах СССР.
С 1976 года Висмонт Ф. И. — младший научный сотрудник лаборатории биохимии нейрогормонов Центральной научно-исследовательской лаборатории МГМИ. С 1978 года он ассистент, а с 1986 по 1991 года доцент кафедры нормальной физиологии Минского государственного медицинского института. В этот период Висмонт Ф. И. изучает особенности обмена липопротеидов и механизмы их регуляции при гипертермии. Результаты научных исследований были обобщены в кандидатской диссертации на тему «Центральные адренергические механизмы регуляции содержания холестерина липопротеидов в крови при перегревании и простагландиновой гипертермии», которую он успешно защитил в 1982 году.
В последующие годы Франтишек Иванович работал над проблемой центральных механизмов терморегуляции, экспериментально обосновывая правомерность выдвинутой им гипотезы о регуляторной и патогенетической роли системы ограниченного протеолиза и экзогенных ингибиторов протеиназ в регуляции температурного гомеостаза при перегревании и эндотоксиновой лихорадке. Полученные им новые данные легли в основу докторской диссертации на тему «Центральные нейрохимические механизмы терморегуляции при перегревании и пирогеналовой лихорадке», которую он защитил в 1990 году.
С 1991 года Висмонт Ф. И. — доцент кафедры патологической физиологии, а с 1996 года является заведующим этой кафедрой. В 1997 г. присуждено звание профессора.
За успехи и достижения в научно-исследовательской работе в 2002 году ему присуждена стипендия Президента Республики Беларусь деятелям науки, а в апреле 2004 года и 2010 г. за выдающиеся успехи в области образования.
В апреле 2004 года постановлением общего собрания Национальной академии наук Беларуси Висмонт Ф. И. избран член-корреспондентом Национальной академии наук Беларуси.
Ф. И. Висмонт является одним из ведущих специалистов Беларуси в области физиологии и патологии. Известный ученый в области основ жизнедеятельности здорового и больного организма человека. Под его руководством защищено десять диссертаций, одна из которых на соискание ученой степени доктора медицинских наук. По состоянию на начало 2023 г. Висмонт Ф. И. является автором и соавтором 774 печатных работ, в том числе 2 монографий, 4 учебников, 92 учебных и учебно-методических пособий и разработок по различным разделам общей патологии, 2 изобретений, 1 патента.

## Основные направления научных исследований
- центральные нейромедиаторные и пептидергические механизмы нарушения и поддержания системных функций организма, процессов детоксикации и температурного гомеостаза;
- значимость бактериальных эндотоксинов в физиологии и патологии;
- роль эндотоксинемии в процессах формирования тиреоидного статуса организма, дизрегуляционной патологии и предболезни;
- кардиопротекторная эффективность ишемического пре- и посткондиционирования при ишемии-реперфузии миокарда при наличии факторов риска сердечно-сосудистых заболеваний.

## Деятельность
- Председатель специализированного Совета Д 03.18.02. по защите диссертаций на соискание ученой степени доктора медицинских наук при БГМУ;
- Член специализированного Совета Д 01.36.01. по защите диссертаций на соискание ученой степени доктора биологических наук при ГНУ «Институт физиологии НАН Беларуси»;
- Научный руководитель студенческого научного общества БГМУ;
- Член Бюро медицинского отделения НАН Беларуси;
- Член премиальной комиссии НАН Беларуси;
- Член Государственного экспертного совета № 9 «Медицинские науки и технологии»;
- Заместитель председателя Научно-технического совета БГМУ по государственной программе научных исследований «Фундаментальные и прикладные науки — медицине»;
- Заместитель председателя Белорусского общества физиологов;
- Член Научно-технического совета БГМУ по подпрограмме «Внутренние болезни» государственной научно-технической программы «Новые методы оказания медицинской помощи»;
- Член Межведомственной комиссии по приемке результатов выполнения задач по подпрограмме 2 «Диагностика и терапия заболеваний» и подпрограммы 3 «Новые технологии купирования заболеваний» государственной программы научных исследований «Фундаментальные и прикладные науки — медицине»;
- Член государственного экспертного совета по прикладным направлениям научных исследований «Фундаментальная медицина»;
- Член межведомственной комиссии по медико-биологическим проблемам Министерства здравоохранения Республики Беларусь и НАН Беларуси;
- Член аттестационной комиссии № 4 по аттестации руководителей и специалистов стоматологического факультета БГМУ (приказ № 175 от 23.03.2018);
- Член Комитета по биомедицинской этике БГМУ;
- Член Совета БГМУ;
- Член редакционной коллегии журналов «Медицинский журнал», «Новости медико-биологических наук», «Весці НАН Беларусі. Серыя медыцынскіх навук», «Неотложная кардиология и кардиоваскулярные риски».

## Награды
- Знак «Отличник здравоохранения Республики Беларусь» (2001)[5];
- Медаль им. А. Д. Сперанского (2005)[6];
- Грамота Президиума Республиканского комитета Белорусского профсоюза работников здравоохранения за значительный вклад в развитие науки и профсоюзного движения Республики Беларусь (2005);
- Медаль Франциска Скорины (2007)[7];
- Медаль «80 лет НАН Беларуси» (2009)[8];
- Грамота Министерства образования Республики Беларусь за многолетнюю плодотворную научно-педагогическую деятельность, достигнутые успехи в подготовке высококвалифицированных специалистов (2012);
- Почетная грамота Высшей аттестационной комиссии Республики Беларусь за многолетнюю плодотворную работу по подготовке и аттестации научных и научно-педагогичных кадров высшей квалификации (2015);
- Грамота Министерства образования Республики Беларусь за многолетнюю плодотворную научно-педагогическую деятельность, успешное руководство научными работами студентов — победителей XXIV Республиканского конкурса научных работ студентов (2018);
- Памятный знак «У гонар 90-годдзя Нацыянальнай акадэміі навук Беларусі» (2018)[9];
- Дипломом топ 10 результатов деятельности ученых Академии наук за 2019 год в области фундаментальных и прикладных исследований (2019 г.);
- Грамотой Государственного комитета по науке и технологиям Республики Беларусь[10] за внедрение результатов научных исследований в области физиологии и патологии в практическую деятельность и учебный процесс, подготовку высококвалифицированных специалистов (2020 г.);
- Нагрудным знакам адрознення імя У. М. Ігнатоўскага Нацыянальнай акадэміі навук Беларусі[11] (2020 г.);
- Заслуженный деятель науки Республики Беларусь (2021)[2].
- Лауреат премии НАН Беларуси в области медицинских наук за цикл работ «Разработка новых эффективных методов кардиопротекции и выяснение механизмов их реализации» (2021)[12].
- Назначена в 2022 г. стипендия Белорусского государственного медицинского университета за лучшие результаты в научной и научно-технической деятельности по итогам 2021 г.
- Награжден Специальным фондом Президента Республики Беларусь по социальной поддержке одаренных учащихся и студентов в рамках высокого научного руководство студентами, которые были награждены данным фондом[13].

## Значимые труды
- Висмонт, Ф. И. Патологическая физиология : учебник / Ф. И. Висмонт [и др.]; под ред. проф. Ф. И. Висмонта. — 2-е изд., стер. — Минск : Вышэйшая школа, 2019. — 640 с. : ил.
- Висмонт, Ф. И. Патологическая физиология : учебник / Ф. И. Висмонт [и др.]; под ред. проф. Ф. И. Висмонта. — Минск : Вышэйшая школа, 2016. — 640 с. : ил.
- Леонова, Е. В. Патофизиология системы крови / Е. В. Леонова, А. В. Чантурия, Ф. И. Висмонт, — 2-е изд. — Мн.: Вышэйшая школа, 2013. — 144 с.
- Висмонт, Ф. И. Общая патофизиология : учеб. пособие / Ф. И. Висмонт, Е. В. Леонова, А. В. Чантурия. — Минск: Выш. шк., 2011. — 364 с.
- Общая патофизиология : учебное пособие / Ф. И. Висмонт, А. В. Чантурия, С. А. Жадан, А. Ф. Висомнт; под ред Ф. И. Висмонта. — Минск : Вышэйшая школа, 2022. — 375 с.
- Недзьведь, М. К. Патологическая анатомия и патологическая физиология : учебник / М. К. Недзьведь, Ф. И. Висмонт, Т. М. Недзьведь. — 2-е изд. — Минск: Выш. шк., 2010. — 272 с.
- Яскевич, Я. С. Основы биоэтики / Я. С. Яскевич, С. Д. Денисов, Б. Г. Юдин, Т. В. Мишаткина, Ф. И. Висмонт, А. П. Ермишин. — Мн. : Вышэйшая школа, 2009. — 351 с.
- Висмонт Ф. И., Балаклеевский А. И. О рецепторных субстанциях митохондрий мозга, чувствительных к нейромедиаторам. Физиол. журнал СССР, 1979. — Т. 65, № 3. — С. 365—372.
- Висмонт, Ф. И. Роль ренин-ангиотензиновой системы мозга в центральных механизмах терморегуляция при пирогеналовой лихорадке: сб. «Термофизиология» / Ф. И. Висмонт. Минск, 1994. — Вып. 3. — С. 36-44.
- Висмонт, Ф. И. Нейрохимические механизмы антипиретического действия L-аргинина в условиях экспериментальной лихорадки / Ф. И. Висмонт, Н. Н. Степаненко // Весці НАН Беларусі. Серыя хімічных навук. — 1997. — № 2. — С. 102—106.
- Висмонт, Ф. И. О роли детоксикационной функции печени и α-1 антитрипсина крови в патогенезе эндотоксиновой лихорадки / Ф. И. Висмонт, О. Г. Шуст // Бюллетень экспериментальной биологии и медицины. — 2000. — Т. 129, № 7. — С. 39-41.
- Висмонт, Ф. И. Очерки истории кафедры патологической физиологии Минского государственного медицинского института. Вып. первый / Ф. И. Висмонт, А. А. Кривчик, Е. В. Леонова, А. В. Чантурия; Под ред. Ф. И. Висмонта. — Мн.: МГМИ, 2000—109 с. — 53 ил.
- Висмонт Ф. И. Роль центральных адренореактивных систем в регуляции липидного обмена у животных в условиях перегревания и простагландиновой лихорадки. // Здравоохранение Беларуси, 1981. № 9. — С. 61-62.
- Висмонт Ф. И., Гурин В. Н. Гипертермический эффект ингибитора трипсина у крыс и кроликов //Бюлл. эксперим. биологии и медицины,1985, т. 100, № 11. — С. 543—545.
- Висмонт Ф. И. Роль адренореактивных систем мозга в регуляции температуры тела у животных при охлаждении и перегревании // Здравоохранение Беларуссии, 1985. № 9. — С. 43-46.
- Висмонт Ф. И., Кубарко А. И. О роли центральных адренорецепторов в механизме антипиретического действия салицилата натрия. // Фармакол. и токсикол. т. 50, № 4. 1987- С. 122—123.
- Висмонт Ф. И., Степаненко Ю. Н. Роль центральных α-адренорецепторов в антипиретическом действии акупунктуры при пирогеналовой лихорадке. // Здравоохранение, 1997, № 8. — С. 20-21.
- Висмонт Ф. И., Зинчук В. В. Об участии монооксида азота в процессах поддержания прооксидантно-антиоксидантного равновесия и температуры тела у крыс при перегревании. // Доклады НАН РБ. — 1999, Т. 43. № 1. — С. 84-87.
- Висмонт Ф. И., Шуст О. Г. О роли детоксикационной функции печени и 1-антитрипсина крови в патогенезе эндотоксиновой лихорадки // Бюлл. эксперим. биол. и мед. 2000. — Т.129, № 7. — С. 39-41.
- Висмонт Ф. И., Грищенко К. Н. Участие клеток Купфера и гепатоцитов в формировании терморегуляторных реакций организма на действие эндотоксина // Здравоохранение, 2001, № 8. — С. 29-31.
- Висмонт Ф. И., Степанова Н. А. О роли монооксида азота в регуляции детоксикационной функции печени, тиреоидного статуса и температуры тела при эндотоксиновой лихорадке. Белорусский мед. журнал. — 2003. — № 1(3). — С.29-32.
- Висмонт Ф. И., Артюшкевич С. А. О роли клеток Купфера и гепатоцитов в механизмах реализации влияния трийодтиронина на процессы детоксикации и регуляции температуры тела // Медицинский журнал. — 2005. — № 3(13). — С. 45-47.
- Висмонт Ф.И, Короткевич Т. В. Особенности изменения температуры тела и содержания холестерина липопротеинов сыворотки крови крыс при бактериальной эндотоксинемии в условиях экспериментального гипо- и гипертиреоза // Медицинский журнал. — 2007. — Т. 21, № 3(21). — С. 42-45.
- Висмонт Ф. И., Третьякович Е. А. О роли центральных адренореактивных систем в механизмах антипиретического действия акупунктуры при эндотоксиновой лихорадке у кроликов // Медицинский журнал. — 2007. — № 3 (21). — С. 45-51.
- Висмонт Ф. И. Эндотоксинемия и дизрегуляционная патология // Патогенез, Приложение 1. — 2007. — С. 8-9.
- Висмонт Ф. И., Висмонт А. Ф. Эндотоксинемия и дизрегуляционная патология // Новости медико-биологических наук, 2008. — № 1-2, — С. 41-46.
- Висмонт Ф. И. Роль эндотоксинемии в формировании тиреоидного статуса организма и терморегуляции // Медицинский журнал. — 2010. — № 3(33). — С. 54-57.
- Висмонт Ф. И., Висмонт А. Ф. К механизму формирования нейромедиаторной дизрегуляции в центральных структурах регуляции температуры тела при бактериальной эндотоксинемии // Медицинский журнал. 2011. — № 2 (36). — С. 27-30.
- Висмонт Ф. И. Роль эндотоксинемии в формировании тиреодного статуса организма и терморегуляции // Здравоохранение, 2011. — № 9. — С. 26-30.
- Висмонт Ф. И. Роль эндотоксинемии в дизрегуляционной патологии / Ф. И. Висмонт // Здравоохранение. 2012. — № 1. — С. 17-21.
- Висмонт Ф. И., Глебов М. А. Роль детоксикационной функции печени в формировании тиреоидного статуса организма и терморегуляции // Медико-биологические проблемы жизнедеятельности, 2013, № 2 (10). — С. 61-66.
- Висмонт Ф. И. Аутоинтоксикация. От адаптации к болезням: аутоинтоксикация в механизмах возникновения // Здоровье и успех. — 2014. — № 10. — С. 16-17.
- Висмонт, Ф. И. Об участии аргиназы печени и клеток Купфера в регуляции детоксикационной функции печени и температуры тела при хронической этаноловой интоксикации / Ф. И. Висмонт, В. В. Лобанова // Медицинский журнал, 2017. — № 1(59). — С. 48-51.
- Висмонт, Ф. И. Роль клеток Купфера и L-аргини-NO системы в процессах детоксикации и развития оксидативного стресса у крыс при хронической алкоголизации / Ф. И. Висмонт, В. В. Лобанова // Весцi НАН Беларусi. Серыя мед. навук, 2017. — № 1. — С. 15-21.
- Висмонт, Ф. И. Противоишемическая и антиаритмическая эффективность дистантного ишемического посткондиционирования при ишемии-реперфузии миокарда у крыс с гиперхолестеролемией / Ф. И. Висмонт, С. Н. Чепелев, П. Ф. Юшкевич // Весцi НАН Беларусi. Серыя мед. навук, 2017. — № 2. — С.16-26.
- Висмонт, Ф. И. Кардиопротекторная эффективность дистантного ишемического прекондиционирования при ишемии-реперфузии миокарда у старых крыс / Ф. И. Висмонт, А. Н. Глебов, А. Ф. Висмонт, П. Ф. Юшкевич // Медицинский журнал, 2017. — № 3(61). — С.62-66.
- Висмонт, Ф. И. Участие аргиназы печени и клеток Купфера в процессах детоксикации и развития оксидативного стресса у крыс при хронической этаноловой интоксикации / Ф. И. Висмонт, В. В. Лобанова // Весцi НАН Беларусi. Серыя мед. навук, 2017. — № 3. — С.15-21.
- Висмонт, Ф. И. Центральные нейрохимические механизмы антипиретического действия l-аргинина в условиях эндотоксиновой лихорадки // Доклады НАН Беларуси, 2017. — Т. 61, № 6. — С. 89-96.
- Висмонт, Ф. И. Эндотоксинемия, дизрегуляция и формирование предболезни / Ф. И. Висмонт // Весцi НАН Беларусi. Серыя мед. навук, 2018. — Т.15, № 1. — С.7-16.
- Висмонт, Ф. И. Эффективность дистантного ишемического посткондиционирования при ишемии-реперфузии миокарда у крыс с экспериментальной гиперлипидемией / Ф. И. Висмонт, С. Н. Чепелев // Новости медико-биологических наук = News of biomedical sciences. Минск, 2018. — т. 18, № 1. — С. 111—112.
- Висмонт, Ф. И. Об участи аргиназы печени и монооксида азота в процессах детоксикации и терморегуляции у гипо- и гипертиреоидных крыс / Ф. И. Висмонт, В. В. Лобанова // Новости медико-биологических наук = News of biomedical sciences. Минск, 2018. — т. 18, № 1. — С. 112—113.
- Лабанава, В. В. Аб значнасці аргіназы печані і клетак Купфера ў працэсах дэтаксікацыі і фарміраванні тырэоіднага статусу ў пацукоў пры хранічнай этанолавай інтаксікацыі / В. В. Лабанава, Ф. I. Вicмонт // Медицинский журнал, 2019. – №1(67). – С. 68-72.
- Чуешова, Н. В. Влияние длительного воздействия электромагнитного излучения частоты мобильного телефона на морфофункциональное состояние репродуктивной системы крыс-самцов и их потомство/ Н. В. Чуешова, Ф. И. Висмонт// Доклады Национальной академии наук Беларуси. – 2019. – Т. 63, №2. – С. 198-206.
- Чуешова, Н. В. Влияние электромагнитного излучения от мобильного телефона (1745 МГц) на состояние репродуктивной системы крыс-самцов в период их постнатального развития / Н. В. Чуешова, Ф. И. Висмонт, И. А. Чешик// Весці Нац. акад. навук Беларусі. Серыя мед. навук. – 2019. – Т. 16, №2. – С. 216-226.
- Висмонт, Ф. И. Периферические М-холинореактивные системы в реализации инфаркт-лимитирующего эффекта дистантного ишемического посткондиционирования при ишемии-реперфузии миокарда в эксперименте / Ф. И. Висмонт, С. Н. Чепелев, П. Ф. Юшкевич // Вес. Нац. aкад. навук Беларусі. Сер. мед. навук. – 2019. – Т. 16, № 4. – С. 424-433.
- Висмонт, Ф. И. Формирование «установочного» уровня регуляции температуры тела при эндотоксиновой лихорадке / Ф. И. Висмонт, А. Ф. Висмонт // Вес. Нац. aкад. навук Беларусі. Сер. мед. навук. – 2020. – Т. 17, № 1. – С. 28-37.
- Чепелев, С. Н. О значимости гиперлактемии в реализации инфаркт-лимитирующего эффекта дистантного ишемического посткондиционирования при ишемии-реперфузии миокарда в эксперименте / С. Н. Чепелев, Ф. И. Висмонт, С. В. Губкин// Доклады Национальной aкадемии наук Беларуси. – 2020. – Т. 64, № 3. – С. 332–340.
- Чепелев, С. Н. Инфаркт-лимитирующий эффект фармакологического посткондиционирования с помощью молочной кислоты у крыс и значимость монооксида азота в механизмах его реализации / С. Н. Чепелев, Ф. И. Висмонт, С. В. Губкин // Новости медико-биологических наук = News of biomedical sciences. Минск, 2020. – т. 20, № 2. – С. 55–62.
- Висмонт, Ф.И. От адаптации к болезням / Ф. И. Висмонт // Здравоохранение. – 2020. – №8. – С. 12–24.
- Чепелев, С. Н. О значимости монооксида азота в реализации инфаркт-лимитирующего эффекта дистантного ишемического посткондиционирования при ишемии-реперфузии миокарда у молодых и старых крыс / С. Н. Чепелев, Ф. И. Висмонт // Вес. Нац. aкад. навук Беларусі. Сер. мед. навук. – 2020. – Т. 17, № 3. – С. 353-364.
- Севрукевич, В.В. Кардиопротектерная эффективность комбинированного применения дистантного ишемического пре- и посткондиционирования при ишемии/реперфузии миокарда у крыс / В.В. Севрукевич, Ф.И. Висмонт // Неотложная кардиология и кардиооваскулярные риски, 2020. – Т. 4, № 2. – С. 1045–1047.
- Lobanova, V. V. Interaction of liver arginase and L-arginine-NO system in the processes of detoxification, lipid peroxidation and formation of thyroid status in rats with chronic ethanol intoxication /V. V. Lobanova, F. I. Vismont. // Вес. Нац. aкад. навук Беларусі. Сер. мед. навук. – 2020. – Т. 18, № 4. – С. 409–416.
- Чепелев, С. Н. Инфаркт-лимитирующая эффективность фармакологического посткондиционирования с помощью молочной кислоты при ишемии-реперфузии миокарда в эксперименте / С. Н. Чепелев, Ф. И. Висмонт // Медицинский журнал. Минск, 2021. – № 1(75). – С. 104–110.
- Чепелев, С. Н. Влияние пожилого возраста на кардиопротекторную эффективность фармакологического посткондиционирования с помощью молочной кислоты при ишемии-реперфузии миокарда в эксперименте / С. Н. Чепелев, Ф. И. Висмонт, С. В. Губкин, Л. Н. Маслов // Доклады Национальной академии наук Беларуси. Минск, 2021. – Т. 65, № 2. – С. 207–217.
- Чепелев, С. Н. Кардиопротекторная эффективность фармакологического посткондиционирования с помощью молочной кислоты при ишемии-реперфузии миокарда у крыс с транзиторной гиперхолестеринемией / С. Н. Чепелев, Ф. И. Висмонт, С. В. Губкин, Л. Н. Маслов // Вес. Нац. aкад. навук Беларусі. Сер. мед. навук. – 2021. – Т. 18, № 2. – С. 135-146.
- Висмонт, Ф. И. Становление и развитие кафедры патологической физиологии БГМУ и ее научно-педагогической школы/ Ф.И. Висмонт, А.В. Чантурия // Медицинский журнал. Минск, 2021. – № 4(78). – С. 147–157.
- Чепелева, Е. Н. Клетки Купфера в регуляции содержания холестерина в печени и липопротеинах крови, уровня йодсодержащих гормонов щитовидной железы в крови и температуры тела у крыс с экспериментальным перитонитом / Е. Н. Чепелева, Ф. И. Висмонт // Вес. Нац. aкад. навук Беларусі. Сер. мед. навук. – 2021. – Т. 18, № 4. – С. 391–401.
- Пожарицкий, А.М. Особенности течения и клинико-лабораторная оценка COVID-19 инфекции у пациентов с сопутствующей сердечно-сосудистой патологией / А.М. Пожарицкий, А.П. Головацкий, Ф. И. Висмонт // Новости медико-биологических наук = News of biomedical sciences. Минск, 2021. – т. 21, № 3. – С. 149–153.
- Нарыжная, Н.В. Эффективность дистантного ишемического посткондиционирования миокарда у крыс с индуцированным метаболическим синдромом зависит от уровня лептина / Н. В. Нарыжная [и др.] // Вес. Нац. aкад. навук Беларусі. Сер. мед. навук. – 2022. – Т. 19, № 1. – С. 38–47.
- Лобанова, В.В. Значимость активности аргиназы печени и клеток Купфера в процессах детоксикации и формировании тиреоидного статуса у крыс при хронической алкогольной интоксикации различной тяжести / В. В. Лобанова, Ф. И. Висмонт, С. В. Губкин // Докл. Нац. aкад. наук Беларуси. – 2022. – Т. 66, № 1. – С. 76–82.
- Висмонт, Ф.И. Значимость детоксикационной функции печени и эндотоксинемии в возникновении дизрегуляции и формировании предболезни / Ф. И. Висмонт // Новости медико-биологических наук = News of biomedical sciences. Минск, 2022. – т. 22, № 1. – С. 20–21.
- Висмонт, А.Ф. Антипиретичеcкий эффект мочевины в условиях эндотокcиновой лихорадки и роль монооксида азота в механизмах его реализации / А.Ф. Висмонт, С.А. Жадан, Ф. И. Висмонт // Новости медико-биологических наук = News of biomedical sciences. Минск, 2022. – т. 22, № 1. – С. 21–22.
- Лобанова, В.В. Об участии аргиназы печени и клеток Купфера в процессах детоксикации и формировании тиреоидного статуса у крыс при хронической алкогольной интоксикации различной тяжести / В.В. Лобанова, Ф. И. Висмонт // Новости медико-биологических наук = News of biomedical sciences. Минск, 2022. – т. 22, № 1. – С. 56–57.
- Висмонт, Ф.И.  Об участии монооксида азота в механизмах реализации инфаркт-лимитирующего эффекта посткондиционирования с помощью лактата при ишемии-реперфузии миокарда у молодых и старых крыс / Ф. И. Висмонт, С. Н. Чепелев, С. В. Губкин // Докл. Нац. aкад. наук Беларуси. – 2022. – Т. 66, № 2. – С. 206–216.
- Чепелев, С. Н. Сравнительная оценка инфаркт-лимитирующего эффекта посткондиционирования с помощью лактата при ишемии-реперфузии миокарда у молодых и старых крыс и крыс с транзиторной гиперхолестеринемией / С. Н. Чепелев, Ф. И. Висмонт, С. В. Губкин // Вес. Нац. aкад. навук Беларусі. Сер. мед. навук. – 2022. – Т. 19, № 2. – С. 135-150.
- Лобанова, В.В. Об участии аргиназы печени в процессах детоксикации и развития оксидативного стресса у крыс в условиях алкогольной интоксикации различной тяжести/ В. В. Лобанова, Ф. И. Висмонт // Медицинский журнал. – 2022. – № 2(79). – С. 87–90.
- Чепелев, С. Н. Кардиопротекторная эффективность посткондициоонировния с помощью L-лактата при ишемии-реперфузии миокарда у молодых и старых крыс в условиях системного действия в организме животных блокатора M-холинореактивных систем атропина / С. Н. Чепелев, Ф. И. Висмонт, С. В. Губкин // Вес. Нац. aкад. навук Беларусі. Сер. мед. навук. – 2022. – Т. 19, № 3. – С. 290-300.
- Висмонт, Ф.И. Инфаркт-лимитирующий эффект посткондиционирования с помощью L-лактата у молодых и старых крыс при блокаде М-холинорецепторов атропином / Ф.И. Висмонт, С.Н. Чепелев, С.В. Губкин // Журнал эволюционной биохимии и физиологии. – 2022. – Т. 58, №5. – С. 391–401.
- Лобанова, В.В. Значимость активности аргиназы печени и монооксида азота в процессах детоксикации и развития оксидативного стресса у крыс в условиях  алкогольной интоксикации различной тяжести / В.В. Лобанова, Ф.И. Висмонт // Вес. Нац. aкад. навук Беларусі. Сер. мед. навук. – 2022. – Т. 19, № 4. – С. 375–380.
- Чепелев, С. Н. Участие лактата в инфаркт-лимитирующем эффекте дистантного ишемического посткондиционирования / С. Н. Чепелев, Ф. И. Висмонт // Смоленский медицинский альманах. – 2022. – № 3. – С. 144–148.